# Бартын (ил)
Бартын (тур. Bartın) — ил на северо-западе Турции.

## География
Ил Бартын с севера омывается водами Чёрного моря, граничит с илом Зонгулдак на западе, с Карабюк на юге, с Кастамону на востоке.
Крупные реки: Коджа-Ирмак, Ова.

## Население
Население — 193 577 жителей (2017).
Крупнейший город — Бартын (36 тыс. жителей в 2000 году).

## Административное деление

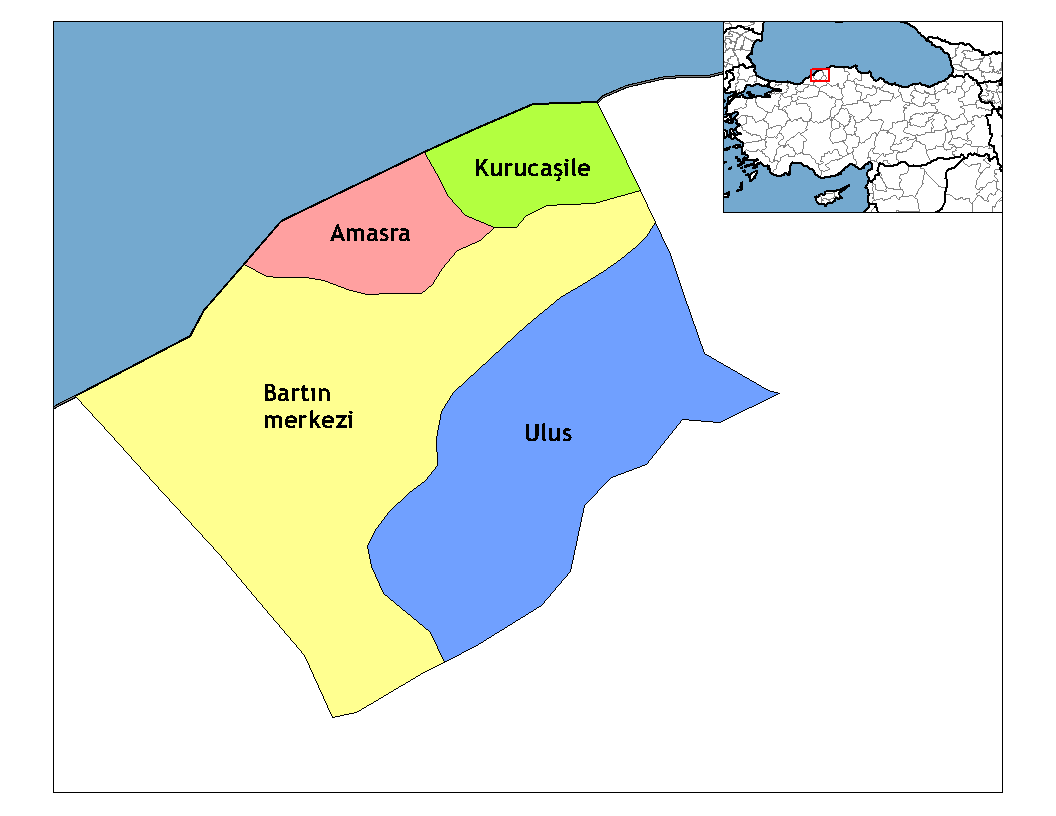

Ил разделён на четыре района:
1. Амасра (Amasra)
2. Бартын (Bartın)
3. Куруджашиле (Kurucaşile)
4. Улус (Ulus)

## Достопримечательности
- руины города Амастрида
- крепость Амасра
- Улу йайла
- Гузелджехисар